# François-Xavier Loizeau
François-Xavier Jacques Marie Loizeau (ur. 7 lipca 1939 w Maillé) – francuski duchowny katolicki, biskup Digne w latach 1997-2014.

## Życiorys
Święcenia kapłańskie otrzymał 28 czerwca 1965.

## Episkopat
10 listopada 1997 papież Jan Paweł II mianował do biskupem ordynariuszem diecezji Digne. Sakry biskupiej udzielił mu 25 stycznia 1998 ówczesny biskup Luçon - François Garnier.
7 listopada 2014 papież Franciszek przyjął jego rezygnację z pełnionego urzędu złożoną ze względu na wiek.